# Temple maçonnique de Chicago
Le temple maçonnique de Chicago (Masonic Temple Building) était un gratte-ciel de Chicago, construit en 1892, conçu par la firme Burnham and Root (en) et situé à l'angle nord-est de Randolph Street (en) et de State Street. Il est détruit en 1939.

## Description
Le bâtiment comptait 21 étages et culminait à 92 mètres de haut. Lorsque la tour de l'horloge a été retirée entre 1885 et 1895 du Old Chicago Board of Trade Building, le temple maçonnique de Chicago est devenu la construction la plus haute de la ville (entre 1895 et 1899), c'était le premier à dépasser 300 pieds.
Il comporte une cour centrale entourée de neuf étages de boutiques avec des bureaux au-dessus et des salles de réunion pour les francs-maçons au sommet. Ces salles ont également servi de théâtres, qui ont contribué à l'obsolescence du bâtiment ; ses ascenseurs se sont avérés insuffisants pour ces foules et le bâtiment a rapidement perdu son intérêt pour les locataires commerciaux.
La règlementation entrée en vigueur à Chicago en 1892 (année où il a été construit) n'autorisait pas de bâtiments de hauteur plus élevée, jusqu'à sa modification dans les années 1920. En 1939, le Temple maçonnique a été démoli, à cause en partie de la mauvaise qualité de ses services internes, mais aussi de la construction du nouveau métro State Street Subway, qui aurait rendu nécessaire une coûteuse remise à niveau des fondations. Un petit immeuble de rapport de deux étages (un « taxpayer ») abritant une pharmacie Walgreens a été érigé à sa place, et la Joffrey Tower occupe l'ancien site de ce bâtiment.
Les deux concepteurs du bâtiment principal, John Wellborn Root et Norman Gassette (un haut dignitaire de la franc-maçonnerie), sont morts de causes naturelles au cours de sa construction.